# Yoldia myalis
Yoldia myalis är en musselart som först beskrevs av Couthouy 1838.  Yoldia myalis ingår i släktet Yoldia och familjen Yoldiidae. Inga underarter finns listade i Catalogue of Life.